# 디플레이터
명목국민소득(GNP)에서 실질국민소득을 구하려 할 경우, 물가의 변동을 고려하여 계산하지 않으면 안 되는데, 그러려면 물가지수를 디플레이터(실질화 인자)로서 수정 계산할 필요가 있다. 이와 같이 명목금액을 물가 수정하여 실질 단위로 고치기 위해 쓰이는 물가지수와 같은 것을 일반적으로 디플레이터(deflator)라고 말하고 있다. 특히 GNP 디플레이터(국민소득 디플레이터)는 물가지수의 일종으로서 국민소득이란 거시적 총계량의 물가 수정의 목적을 위해 특별히 설계된 것이다.

## 같이 보기
- GDP 디플레이터
- 국내총생산
- 디플레이션
- 인플레이션
- 경제 지표
- 소비자 물가지수 (CPI)